# Barbara Goy
Barbara Gorgueira Ferreira da Silva (Guarantã do Norte, 30 de maio de 1978), mais conhecida como Barbara Goy é uma artista plástica e grafiteira brasileira. Ela foi uma das artistas que participou do mural de grafite de 4km na cidade de São Paulo, conhecido como projeto "4 KM".

## Biografia e carreira
Barbara Goy é natural de Novo Mundo, no estado do Mato Grosso. A localidade de Novo Mundo, onde algumas fontes afirmam ter nascido, era na época subordinada ao município de Guarantã do Norte, na condição de distrito, e se emanciparia três anos depois. Ela é graduada em publicidade e propaganda. A artista já colaborou com a Prefeitura de São Paulo e a Prefeitura do Rio de Janeiro.
Participou em 2009 da Virada Cultural de São Paulo coordenando uma intervenção artística que coloriu tapumes do Theatro Municipal. Teve obras no Túnel Noite Ilustrada na Avenida Paulista e um painel no Centro de Cidadania das Mulheres, da Secretaria da Mulher de São Paulo.
Em 2014, ela foi responsável pelo projeto “4 KM”, que foi reconhecido como o maior [[|grafito|grafite]] da América Latina. Tal recorde durou até 2015, quando o corredor da Avenida 23 de Maio, outro projeto que ela ajudou a realizar, tornou-se a maior obra a céu aberto das Américas. Com quase cinco quilômetros e meio de extensão, o mural durou até 2017, quando o prefeitura João Doria decidiu que seriam cobertos com tinta cinza.
Barbara participou da Bienal do Graffiti de 2018 no Memorial da América Latina, em São Paulo. O evento ocorreu nos dias 6 a 28 de outubro e contou com aproximadamente 80 artistas nacionais e internacionais.
Barbara foi uma das 16 artistas cujo trabalho foi incluído no livro Do Grafite à Fine Arte – Digital, publicado em 2024 através da Secretaria Municipal de Cultura de São Paulo, sobre o papel de mulheres nas artes visuais e no grafite em São Paulo.

## Galeria de obras

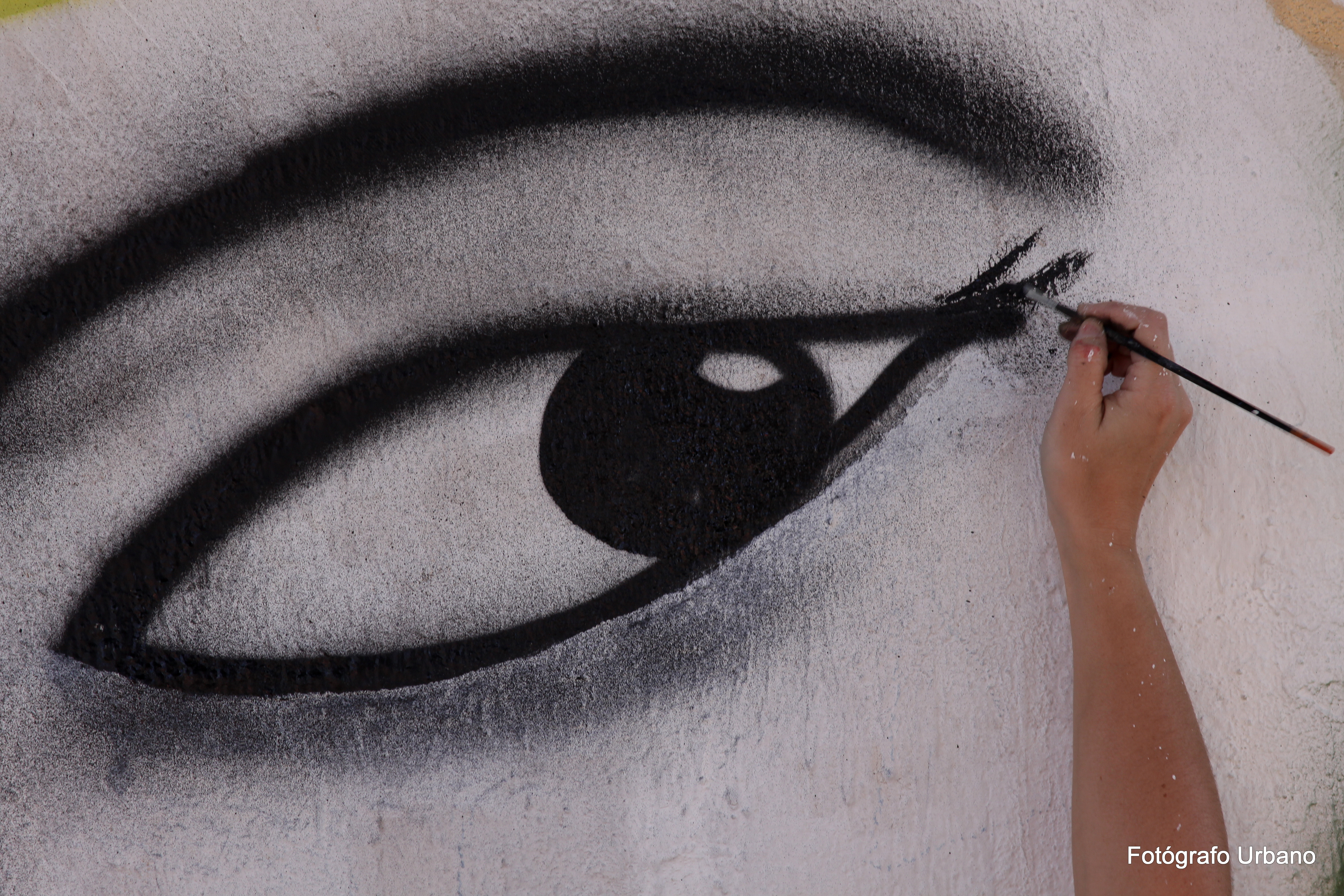
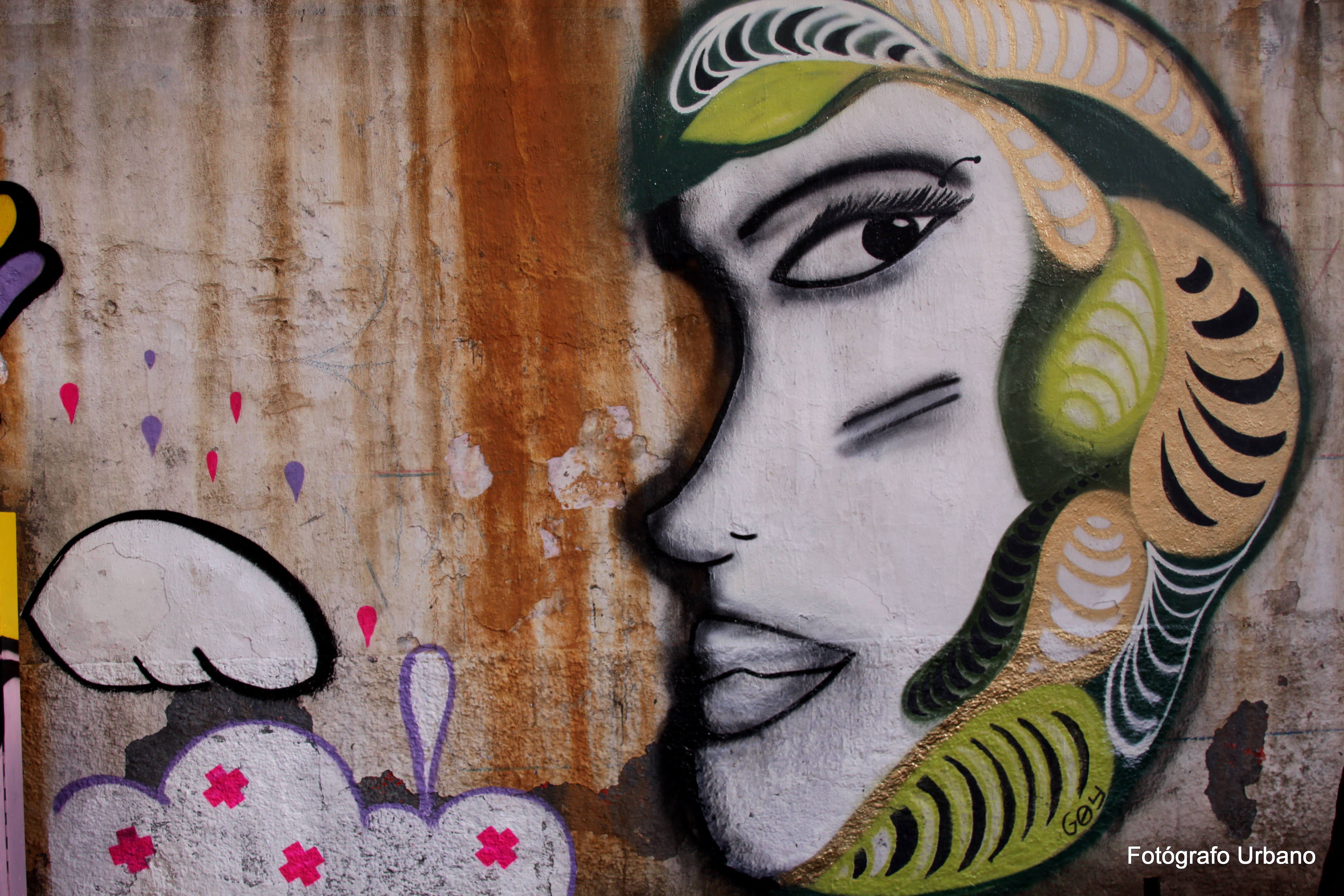
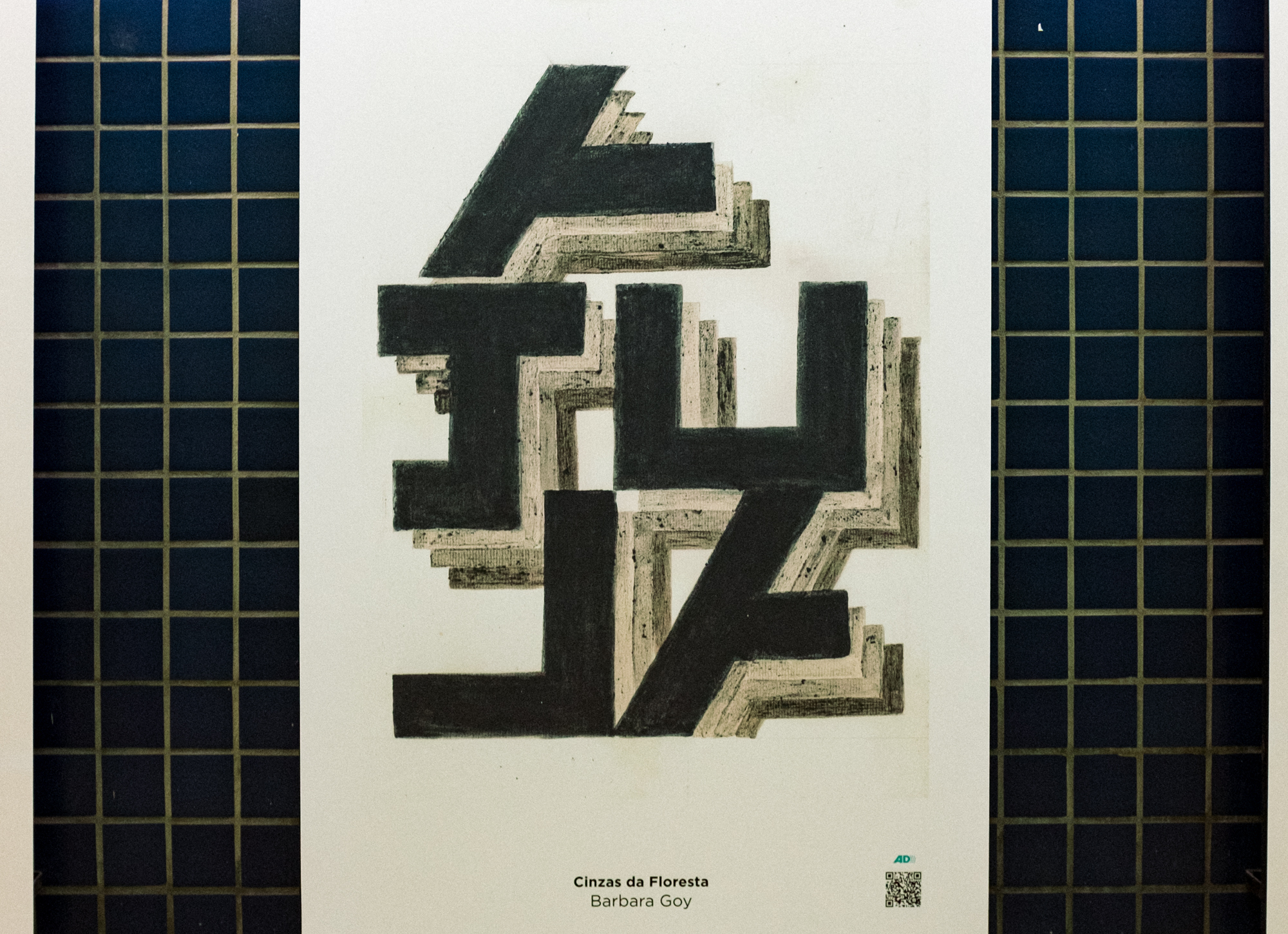